# Steven Yeun

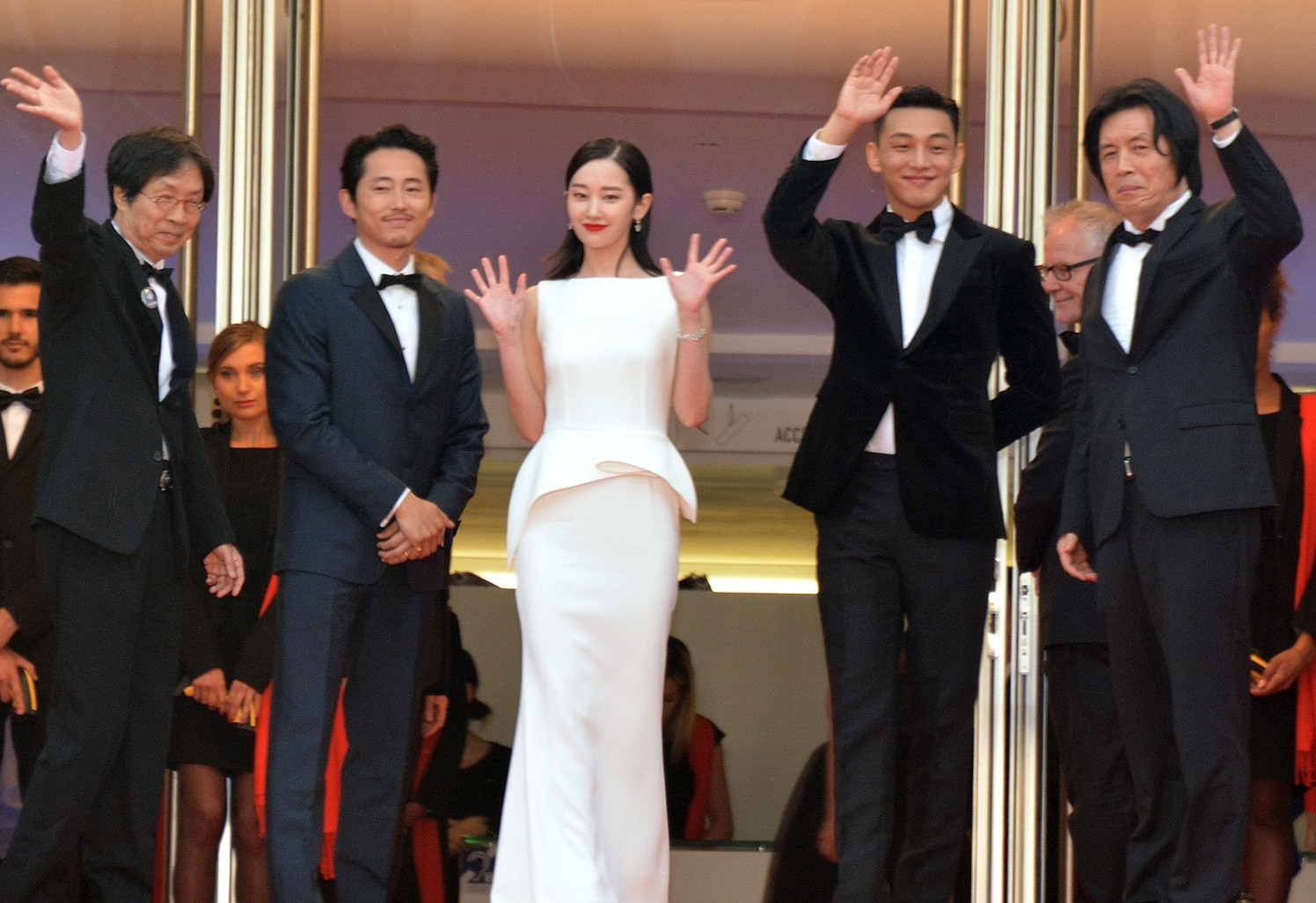
Yeun na premierze filmu Płomienie (Cannes 2018)

Steven Yeun (ur. 21 grudnia 1983 w Seulu jako Yeon Sang-yeop, kor. 연상엽) – amerykański aktor filmowy i telewizyjny pochodzenia koreańskiego, odtwórca postaci Glenna Rhee w serialu Żywe trupy.

## Życiorys
Urodził się w Korei Południowej, jednak wychowywał się w Stanach Zjednoczonych w Michigan. W 2005 ukończył psychologię na Kalamazoo College. Aktorstwem zajął się jeszcze na studiach, gdy przy drugim podejściu dołączył do uczelnianej grupy Monkapult. W 2005 przeniósł się do Chicago, gdzie dołączył do Stir Friday Night, grupy komediowej tworzonej przez Amerykanów azjatyckiego pochodzenia. Grał następnie w ramach grupy aktorskiej The Second City, po czym w 2009 wyjechał do Los Angeles. Zaczął się angażować jako aktor głosowy przy produkcji gier Crysis i Crysis Warhead. W filmie debiutował w 2009 w niezależnej produkcji My Name Is Jerry. Zagrał następnie w kilku filmach krótkometrażowych i pojedynczych epizodach seriali telewizyjnych. W 2010 dołączył do głównej obsady produkcji Żywe trupy, wcielając się w postać Glenna Rhee.
W 2020 zagrał główną rolę w filmie Minari, która przyniosła mu m.in. nominację do Oscara dla najlepszego aktora pierwszoplanowego. W 2024 wyróżniony Złotym Globem dla najlepszego aktora w miniserialu lub filmie telewizyjnym za występ w produkcji Awantura.

## Filmografia
- 2009: My Name Is Jerry
- 2009: The Kari Files (film krótkometrażowy)
- 2010: Blowout Sale (film krótkometrażowy)
- 2010: Carpe Millennium (film krótkometrażowy)
- 2010: Lemons the Show (serial TV)
- 2010: Teoria wielkiego podrywu (serial TV)
- 2010: Żywe trupy (serial TV)
- 2011: Magazyn 13 (serial TV)
- 2011: Prawo i porządek: Los Angeles (serial TV)
- 2013: Legenda Korry (serial TV)
- 2014: I Origins
- 2017: Korpo
- 2017: Okja
- 2018: Przepraszam, że przeszkadzam
- 2018: Płomienie
- 2019: Tuca i Bertie (serial TV)
- 2020: Minari
- 2021: Niezwyciężony (serial TV)
- 2021: Ludzie
- 2022: Nie!
- 2023: Awantura(inne języki) (serial TV)
- 2024: Love Me
- 2025: Bubble & Squeak
- 2025: Mickey 17[2]